# Rautbesi
Rautbesi (nep. राउतबेसी) – gaun wikas samiti w środkowej części Nepalu w strefie Bagmati w dystrykcie Nuwakot. Według nepalskiego spisu powszechnego z 2001 roku liczył on 631 gospodarstw domowych i 3307 mieszkańców (1656 kobiet i 1651 mężczyzn).